# N438 (Frankrijk)
De N438 of Route nationale 438 is een voormalige nationale weg in het oosten van Frankrijk. De weg liep van Lure via Héricourt en Montbéliard naar Mathay en was 47 kilometer lang.

## Geschiedenis
De N438 werd in 1933 gecreëerd, als verbinding tussen Lure en Pont-de-Roide. Het deel tussen Mathay en Pont-de-Roide was ook onderdeel van de N437 (de huidige D437) en werd daarom alleen onder dat nummer aangegeven. 

### Declassificaties
In 1973 werd de gehele N438 overgedragen aan de departementen. De delen hebben daardoor nummers van de departementale wegen. De overgedragen delen van de N438 kregen de volgende nummers:
- Haute-Saône: D438
- Doubs: D438

Sinds de ombouw van de D438 in Haute-Saône tot expresweg heeft het gedeelte van de oude N438 tussen Héricourt en de grens met Doubs het nummer D438H. De D438 loopt sindsdien vanaf Héricourt verder richting Belfort.

### Nieuwe N438
In 1994 werd het nummer opnieuw toegekend voor de verbinding tussen A28 en N138 ten zuiden van Alençon. Deze korte weg, van 2 kilometer lang, werd in 2006 overgedragen aan het departement Sarthe en kreeg het nummer D338BIS.
N1 · N2 · N3 · N4 · N5 · N6 · N7 · N9 · N10 · N11 · N12 · N13 · N14 · N15 · N17 · N19 · N19J · N20 · N21 · N22 · N24 · N25 · N27 · N28 · N31 · N33 · N34 · N36 · N37 · N41 · N42 · N43 · N44 · N47 · N49 · N51 · N52 · N57 · N58 · N59 · N61 · N61A · N65 · N66 · N67 · N70 · N77 · N79 · N80 · N82 · N83 · N85 · N86 · N87 · N88 · N89 · N90 · N94 · N98 · N100 · N102 · N104 · N105 · N106 · N109 · N112 · N113 · N116 · N118 · N118A · N118B · N122 · N123 · N124 · N125 · N126 · N129 · N134 · N135 · N136 · N137 · N138 · N141 · N142 · N145 · N147 · N149 · N150 · N151 · N154 · N157 · N158 · N159 · N162 · N164 · N165 · N166 · N171 · N174 · N175 · N176 · N182 · N184 · N186 · N186A · N186B · N188 · N191 · N192 · N201 · N202 · N205 · N209 · N216 · N221 · N224 · N225 · N227 · N230 · N237 · N244 · N248 · N249 · N250 · N254 · N265 · N274 · N282 · N296 · N301 · N303 · N306 · N314 · N315 · N316 · N320 · N324 · N330 · N337 · N338 · N346 · N353 · N356 · N363 · N385 · N388 · N401 · N406 · N410 · N416 · N425 · N431 · N440 · N441 · N444 · N446 · N449 · N481 · N486 · N488 · N489 · N520 · N524 · N532 · N537 · N542 · N543 · N568 · N569 · N572 · N580 · N814 · N844 · N1007 · N1012 · N1013 · N1014 · N1019 · N1021 · N1029 · N1031 · N1043 · N1050 · N1075 · N1083 · N1104 · N1113 · N1134 · N1135 · N1141 · N1154 · N1338 · N1547 · N1569 · N2028 · N2043 · N2057 · N2162 · N2249